# Gadzhimurad Rashidov
Gadzhimurad Gazigandovich Rashidov (en russe : Гаджимурад Газигандович Рашидов), né le 30 octobre 1995 au Daghestan, est un lutteur libre russe d'origine Daghestanaise, d'ethnie dargwa.
Il remporte la médaille d'or en moins de 57 kg aux Championnats d'Europe de lutte 2016, la médaille d'argent en moins de 61 kg aux Championnats du monde de lutte 2017 et la médaille d'or en moins de 61 kg aux Championnats d'Europe de lutte 2018.